# Koszykówka na Letniej Uniwersjadzie 1970
Koszykówka na Letniej Uniwersjadzie 1970 – zawody koszykarskie rozgrywane podczas Letniej Uniwersjady 1970 w Turynie. W programie znalazły się dwie konkurencje – turniej kobiet i mężczyzn. Rywalizacja kobiet odbyła się po raz czwarty w historii letnich uniwersjad, a mężczyźni brali udział w tych zawodach po raz szósty w historii.
Złoty medal w turnieju kobiet zdobyła reprezentacja Związku Radzieckiego, srebrny Czechosłowacji, a brązowy Kuby. W turnieju mężczyzn najlepsi okazali się koszykarze Związku Radzieckiego, którzy wyprzedzili reprezentację Stanów Zjednoczonych. Trzecią pozycję zajęła Kuba.
Były to pierwszy w historii turniej koszykarski podczas uniwersjad, w którym złote medale w obu konkurencjach zdobyli reprezentanci tego samego kraju. Tytuł mistrzowski w rywalizacji mężczyzn dla Związku Radzieckiego był trzecim zdobytym przez ten zespół w historii turniejów koszykarskich podczas uniwersjad, a tytuł zdobyty przez reprezentację tego kraju w rywalizacji kobiet drugim w historii.

## Klasyfikacja końcowa turnieju mężczyzn
| Reprezentacja        | Bilans |
| 1. ZSRR              | 9-0    |
| 2. Stany Zjednoczone | 8-1    |
| 3. Kuba              | 5-3    |
| 4. Jugosławia        | 5-4    |
| 5. Włochy            | 7-2    |
| 6. Bułgaria          | 5-3    |
| 7. Brazylia          | 4-5    |
| 8. Korea Południowa  | 2-6    |
| 9. Czechy            | 6-2    |
| 10. Polska           | 6-2    |
| 11. Kanada           | 4-4    |
| 12. Węgry            | 4-5    |
| 13. RFN              | 5-4    |
| 14. Rumunia          | 5-4    |
| 15. Turcja           | 4-5    |
| 16. Francja          | 3-6    |
| 17. Grecja           | 6-3    |
| 18. Japonia          | 6-3    |
| 19. Holandia         | 3-5    |
| 20. Izrael           | 4-5    |
| 21. Portugalia       | 3-4    |
| 22. Panama           | 3-5    |
| 23. Iran             | 1-7    |
| 24. Albania          | 4-3    |
| 25. Senegal          | 4-4    |
| 26. Sudan            | 2-6    |
| 27. Luksemburg       | 0-7    |

## Klasyfikacje medalowe

### Wyniki konkurencji
| Konkurencja:     | 1. miejsce | 2. miejsce        | 3. miejsce |
| Turniej kobiet   | ZSRR       | Czechosłowacja    | Kuba       |
| Turniej mężczyzn | ZSRR       | Stany Zjednoczone | Kuba       |

### Klasyfikacja medalowa państw
| Nr | Państwo           |   |   |   | Ogółem |
| -- | ----------------- | - | - | - | ------ |
| 1. | ZSRR              | 2 | 0 | 0 | 2      |
| 2. | Czechosłowacja    | 0 | 1 | 0 | 1      |
| 2. | Stany Zjednoczone | 0 | 1 | 0 | 1      |
| 4. | Kuba              | 0 | 0 | 2 | 2      |